# Активне шумогасіння

Графічне зображення активного шумогасіння

Активне шумогасіння, також відоме як активне шумозаглушення або активне поглинання шуму, активне шумопоглинання — це метод зменшення шуму через додавання до нього звуку, спеціально сконструйованого так, аби вгашати його. Концепція була вперше розроблена наприкінці 1930-х років; пізніші дослідні роботи, що вони почалися в 1950-х роках, зрештою призвели до появи доступних авіаційних гарнітур для комерційних авіаліній з цією технологією наприкінці 1980-х років. Технологія також використовується в дорожніх транспортних засобах, мобільних телефонах і навушниках.
| Технології | Це незавершена стаття з технології. Ви можете допомогти проєкту, виправивши або дописавши її. |